# Санта-Барбара-ду-Монти-Верди
Санта-Барбара-ду-Монти-Верди (порт. Santa Bárbara do Monte Verde) — муниципалитет в Бразилии, входит в штат Минас-Жерайс. Составная часть мезорегиона Зона-да-Мата. Входит в экономико-статистический микрорегион Жуис-ди-Фора. Население составляет 2206 человек на 2006 год. Занимает площадь 416,081 км². Плотность населения — 5,3 чел./км².

## История
Город основан 21 декабря 1995 года.

## Статистика
- Валовой внутренний продукт на 2003 год составляет 11 497 533,00 реалов (данные: Бразильский институт географии и статистики).
- Валовой внутренний продукт на душу населения на 2003 год составляет 5042,78 реалов (данные: Бразильский институт географии и статистики).
- Индекс развития человеческого потенциала на 2000 год составляет 0,693 (данные: Программа развития ООН).